# Metropol Parasol
Metropol Parasol là một công trình bằng gỗ tọa lạc tại Quảng trường La Encarnación ở thành phố cổ kính Sevilla, Tây Ban Nha. Công trình được thiết kế bởi kiến trúc sư người Đức Jürgen Mayer-Hermannc, được hoàn thành vào tháng 4 năm 2011 và có không gian rộng 150x70m (490x230 ft), chiều cao khoảng 26 m (85 ft), được cho là công trình kiến trúc bằng gỗ lớn nhất trên thế giới. Vẻ ngoài, vị trí, sự trì hoãn và vượt chi tiêu trong quá trình xây dựng công trình đã dẫn đến không ít tranh cãi trong công chúng. Nơi đây thường được nhắc đến với tên gọi Las Setas de la Encarnación (Những cây nấm của Incarnación).
Với thiết kế Metropol Parasol kiến trúc sư Mayer H. đã nhận được giải Best of the best 2012 của Red Dot Design Award , còn kiến trúc Metropol Parasol đã vào được vòng chung kết (5 kiến trúc) giải Mies van der Rohe Award 2013 

## Giới thiệu

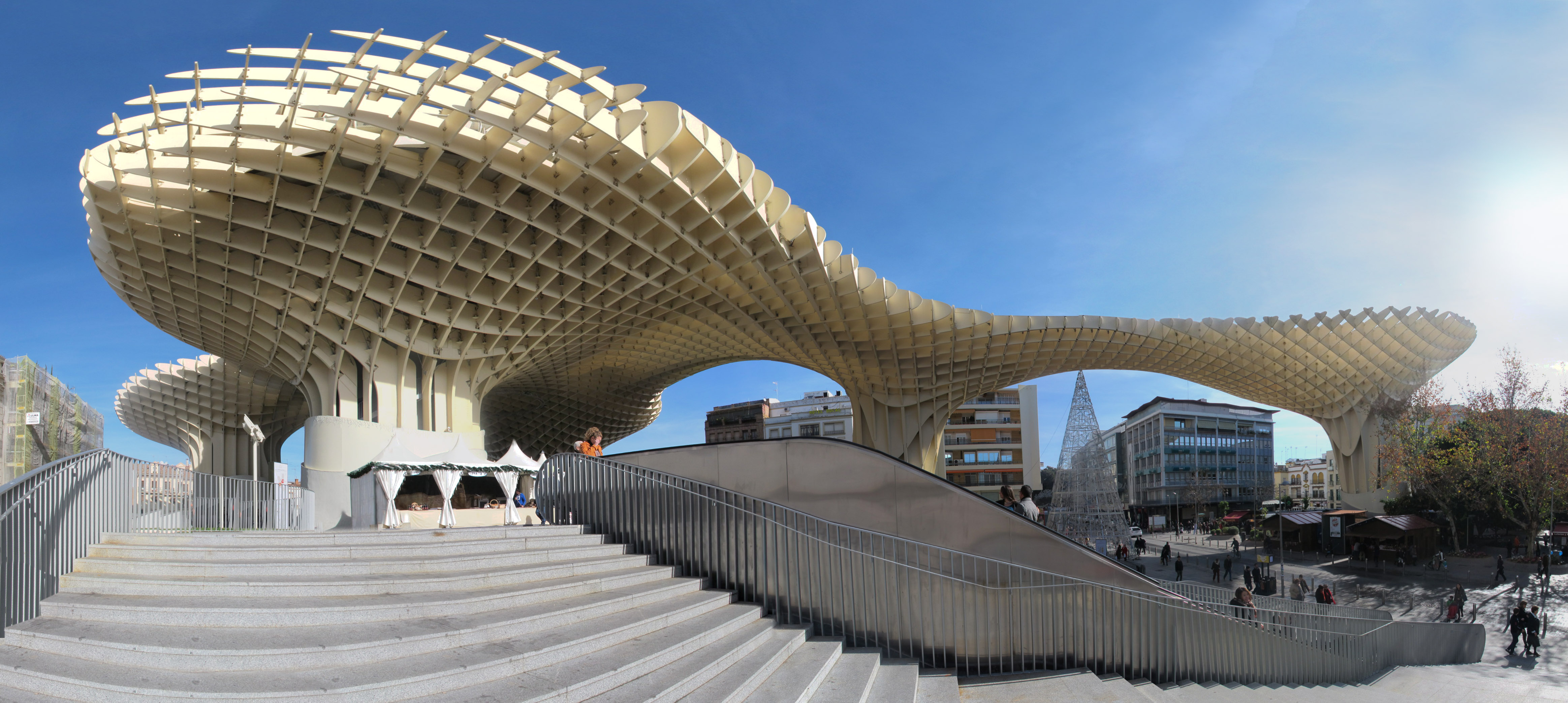
Toàn cảnh

Cấu trúc của Metropol Parasol gồm 6 cây dù che nắng (parasol) dưới dạng những cây nấm khổng lồ ("Las setas" trong tiếng Tây Ban Nha), kiểu thiết kế vốn được lấy ý tưởng từ những mái vòm của Nhà thờ chính tòa Sevilla và hình dáng của cây Sanh trong khu Plaza de Cristo de Burgos. Metropol Parasol gồm 4 tầng: Tầng hầm (tầng 0) là khu đồ cổ, nơi trưng bày những di tích còn sót lại của người Roman và người Moor được phát hiện trên mảnh đất đó. Tầng 1 (tầng trên mặt đường) là khu Chợ Trung tâm. Phần vòm của tầng 1 là bề mặt khu mua sắm công cộng ngoài trời, được che mát bởi những cây dù parasol trong cấu trúc như đã kể trên và đây là nơi được thiết kế cho những sự kiện công cộng trong thành phố. Tầng 2 và 3 là hai khu vực dành cho các ban công, nơi du khách có thể có cái nhìn toàn cảnh của một trong những góc nhìn đẹp nhất của trung tâm Sevilla, ngoài ra còn bao gồm một nhà hàng.

## Lịch sử
Kể từ thế kỷ 19, một ngôi chợ đã được xây dựng trong tòa nhà Plaza. Vào năm 1948, một phần của tòa nhà đã bị phá hủy cho các kế hoạch đổi mới đô thị, tuy nhiên ngôi chợ vẫn được giữ lại cho đến năm 1973, toàn bộ phần mục nát còn lại đã bị phá hủy nốt. Từ đó, mảnh đất không được sử dụng, mãi đến tận năm 1990, khi chính quyền thành phố quyết định xây dựng một hầm đỗ xe với không gian bên trên được sử dụng làm chợ. Thế nhưng, vào giữa quá trình xây dựng, những tàn dư đổ nát của thời Roman và Andalucia đã được phát hiện và công trình bị đóng băng sau khi thành phố đã chi ra một khoản 14 triệu euro. Vào năm 2004, chính quyền đã quyết định cố gắng phát triển khu vực này một lần nữa, và mở ra một cuộc đấu thầu quốc tế nhằm thu hút các nhà thầu.

## Quá trình xây dựng

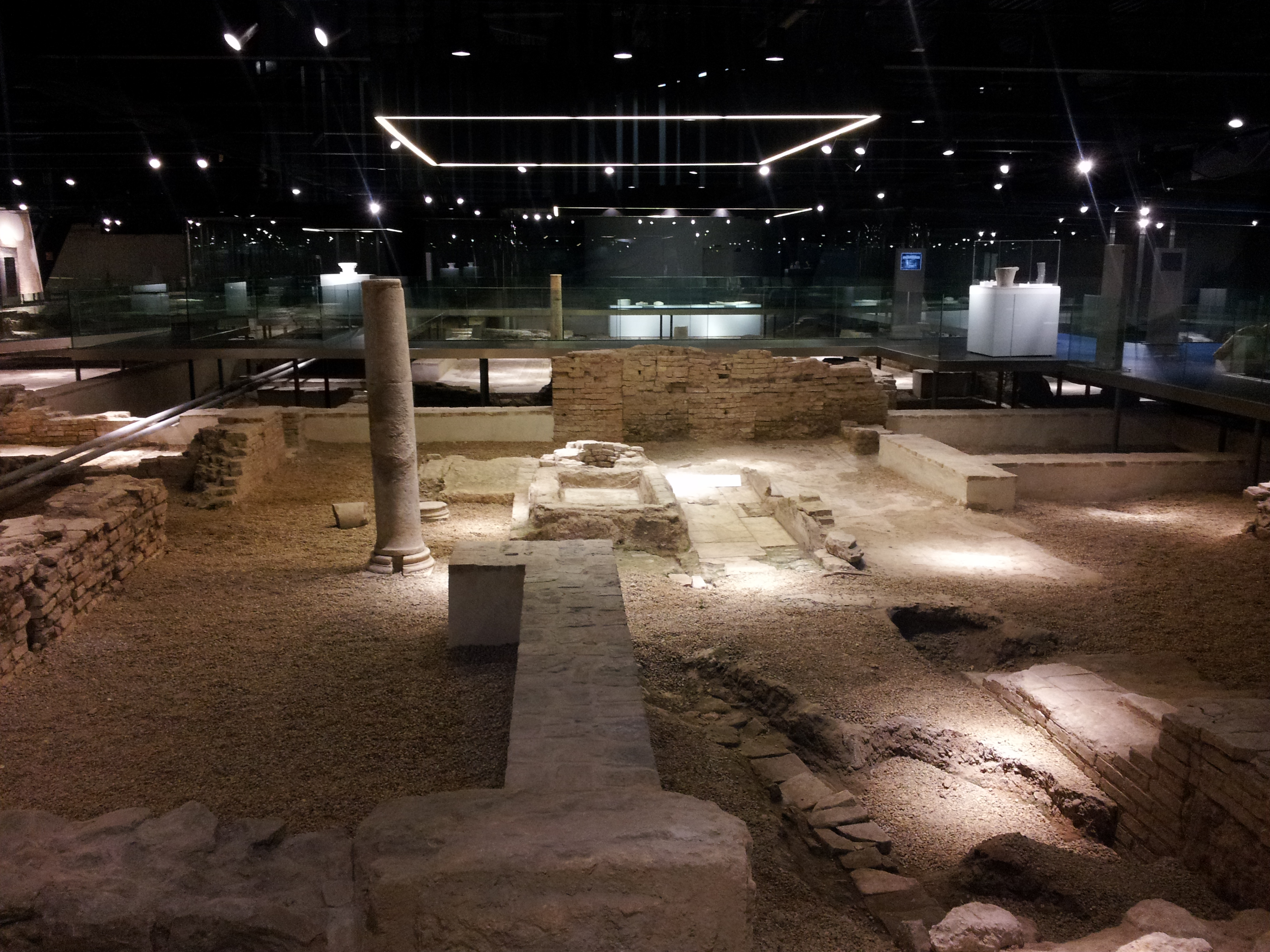
Khu đồ cổ bên dưới Metropol Parasol.

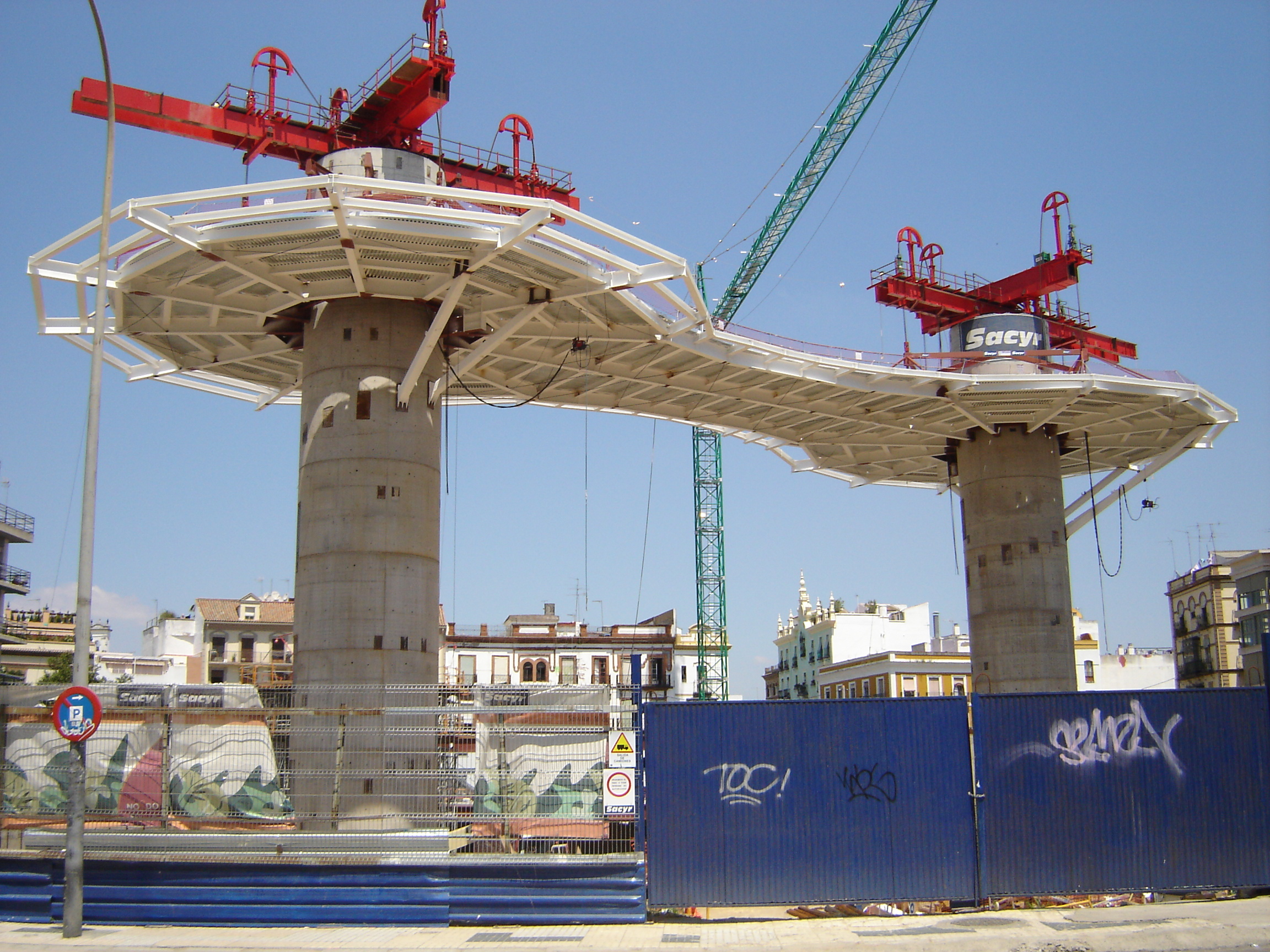
Những cây dù parasol đang xây dựng vào ngày 7 tháng 5 năm 2007.

Việc xây dựng bắt đầu vào ngày 26 tháng 6 năm 2005 với một khoản chi dự kiến là 50 triệu euro và theo lý thuyết thì sẽ hoàn thành vào tháng 6 năm 2007. Tuy nhiên, công chúng đã không biết rằng, dự án này sớm đã gặp phải nhiều khó khăn. Vào tháng 5 năm 2007, công ty kĩ sư Arup thông báo với các nhà chức trách của thành phố rằng cấu trúc của Metropol Parasol về kĩ thuật là không thể thực hiện được như đã thiết kế, lý do là vì số lượng những giả định đặt ra về cơ cấu của công trình đã không được kiểm nghiệm trước, dẫn đến việc vi phạm giới hạn của những vật liệu sẵn có. Gỗ mà Arup dùng là gỗ cây phong được nhập khẩu từ Phần Lan, nhờ độ thẳng của chúng. Các kĩ sư dùng rất nhiều thời gian để phát triển một kế hoạch thay thế khả thi hơn để chống đỡ công trình, nhưng dường như tất cả đều không thực tế bởi vì khối lượng gỗ phải được thêm vào. Một thiết kế khả dụng đã sử dụng keo để củng cố cấu trúc của Metropol parasol, cuối cùng đã được chấp thuận vào đầu năm 2009. Theo một số dự kiến, vì những trì hoãn, tổng kinh phí xây dựng cấu trúc này đã lên đến con số 100 triệu euro.